# Bauernprinzessin
Bauernprinzessin ist eine Koproduktion von ORF, BR und Moviepool, hergestellt von SK Film, mit Unterstützung der Salzburg Agentur. Regie führte Susanne Zanke. Die Dreharbeiten fanden ab dem 2. September 2003 im Salzburger Rauristal statt. Die Erstausstrahlung erfolgte am 10. Oktober 2004.

## Handlung
Als der Pichler-Bauer bei einem Unfall aus dem Leben scheidet, erbt unerwartet seine jüngste Tochter Anna den Bergbauernhof, da sie schon immer seine „Prinzessin“ war und ihm oft auf dem Hof geholfen hat. Annas Onkel Xaver und ihre Mutter Ilse hatten indes schon vor der Testamentseröffnung den Verkauf des Hofes geplant. Doch Anna will davon nichts wissen. Sie ist fest entschlossen, den Bauernhof weiter zu bewirtschaften und notfalls einen Knecht einzustellen, damit die Arbeit auch zu schaffen ist. Der junge Bosnier Bogdan, der vor kurzem ins Dorf kam, bietet sich über die Vermittlung seines in der Dorfkneipe arbeitenden Landsmanns an. Doch die Probleme lassen nicht lange auf sich warten, denn weder Annas Engagement für den Hof, noch die Anwesenheit des Bosniers stoßen auf Verständnis. Am meisten interveniert Annas Onkel, der sich schon seit dem Tod seines Vaters um sein Erbe gebracht sieht, da es seinem Bruder Hans zugesprochen wurde. Auch zerbricht Annas Beziehung zu Peter, der nicht gewillt ist, ihr auf den Hof zu folgen, sondern wie geplant nach Kanada geht.
Mit Bogdans Hilfe geht die Arbeit auf dem Hof gut voran und Anna und Bogdan beginnen eine Liebesbeziehung. Doch wird die Verbindung im Dorf nicht gern gesehen. Ein Dorfbewohner provoziert Bogdan, und auch Onkel Xaver legt sich offen mit ihm an, sodass dieser zweifelt, ob er auf Annas Hof bleiben soll. Kurzerhand schreibt er ihr einen Abschiedsbrief, dass auch er ein Vermächtnis seines Vaters zu erfüllen habe, und geht heimlich.

„Die schönen Dinge im Leben sind immer kurz, aber sie nimmt einem keiner mehr weg.“

## Kritiken
Das Lexikon des internationalen Films urteilte: „Im Salzburger Land spielender moderner (Fernseh-)Heimatfilm nach Motiven der Erzählung ‚So als ob‘ von Susanne Rasser. Vertraute Konstellationen wie Liebe zum Land, das einfache, harte Leben, den Generationskonflikt und die Heimatlosigkeit werden lediglich in ein zeitgenössisches Umfeld gestellt.“
Die Kritiker der Fernsehzeitschrift TV Spielfilm meinten in ihrer Kurzkritik: „Herzige Unterhaltung vor pittoresker Bergkulisse.“